# Nervi vasorum
En anatomie, les nervi-vasorum sont des nerfs que l'on retrouve notamment dans l'adventice des vaisseaux et dont le rôle principal est l'innervation des cellules musculaires lisses, ou léiomyocyte, situées dans la media.
Les nervi vasorum interviennent par l'intermédiaire de la noradrénaline.